# Леслі Лоу
Леслі Лоу  (англ. Leslie Law, 5 травня 1965) — британський вершник, олімпійський чемпіон.

## Виступи на Олімпіадах
| Олімпіада   | Дисципліна           | Місце |
| ----------- | -------------------- | ----- |
| Сідней 2000 | триборство, командні | 2     |
| Афіни 2004  | триборство, особисті | 1     |
| Афіни 2004  | триборство, командні | 2     |

## Зовнішні посилання
- Досьє на sport.references.com [Архівовано 24 жовтня 2012 у Wayback Machine.]